# Nitraria retusa
Nitraria retusa är en harmelbuskväxtart som först beskrevs av Peter Forsskål, och fick sitt nu gällande namn av Aschers.. Nitraria retusa ingår i släktet Nitraria och familjen harmelbuskväxter. Inga underarter finns listade i Catalogue of Life.